# Gosposvetska cesta, Ljubljana
Gosposvetska cesta je ena izmed cest v Ljubljani, ki je ena najstarejših vpadnic v samo mesto, ki izvira iz časov rimske Emone. Najnovejše arheološke raziskave (2017-18) so obstoj vpadnice v rimskih časih postavile pod vprašaj.

## Zgodovina
Cesta je bila uradno poimenovana 15. julija 1919, ko so preimenovali dotedanjo Marije Terezije cesto in del Celovške ceste. 24. oktobra 1942 so preimenovali Gosposvetsko cesto v Cesto Arielle Rea, Celovško cesto pa v Gosposvetsko cesto. Takoj po vojni so izničili poimenovanje iz leta 1942 in vrnili imena.
Leta 1993 je bila cesta v sklopu širšega zavarovanja območja med Aškerčevo, Tivolsko in Slovensko cesto razglašena za spomenik naravne in kulturne dediščine.
V letih 2017-18 so bile na območju celotne trase Gosposvetske ceste izvedena temeljita zaščitna arheološka izkopavanja, ki so odkrila okoli 300 pokopov in več dest kamnitih sarkofagov ter obstoj posvečenega objekta oziroma pokopališke cerkve na območju med Figovcem in kavarno Evropa, hkrati pa so pod vprašaj postavila potek antične vpadnice iz smeri Karniuma v Emono.

## Urbanizem
Cesta poteka od križišča z Celovško in Bleiweisovo cesto ter se konča v križišču z Slovensko cesto in Dalmatinovo ulico.
Ob cesti so se nahajale oz. se nahajajo:
- Evangeličanska cerkev Primoža Trubarja,
- Kolizej,
- Tavčarjeva palača,
- Hotel Lev,...

## Javni potniški promet
Po Gosposvetski cesti potekajo trase več mestnih avtobusnih linij (1, 1B, 1D, N1, 3, 3B, N3, N3B, 5, N5, 7, 7L, 8, 8B, 25, 27B in 27K) ter integrirani liniji (51 in 56). Po njej vozijo tudi mestni avtobusi, ki se z ostalih linij vračajo v garažo na Celovški cesti. Zaradi vseh teh linij Gosposvetska cesta skupaj s Celovško velja za eno od petih najbolj obremenjenih cest v Ljubljani s strani mestnega potniškega prometa.
Skupaj je na Gosposvetski cesti eno postajališče mestnega potniškega prometa.

### Postajališče MPP
| postajališče        | št. linije                                         |
| ------------------- | -------------------------------------------------- |
| 700012 Gosposvetska | 1, 1B, 1D, N1, 3, 3B, N3, N3B, 5, N5, 7, 7L, 8, 25 |

| postajališče        | št. linije                                                  |
| ------------------- | ----------------------------------------------------------- |
| 700011 Gosposvetska | 1, 1B, 1D, 3, 3B, 5, N5, 7, 7L, 8, 8B, 25, 27B, 27K, 51, 56 |